# Васовский, Ежи
Ежи Рышард Васовский (пол. Jerzy Ryszard Wasowski; 31 мая 1913, Варшава, Варшавская губерния, Царство Польское, Российская империя — 29 сентября 1984, Варшава, Варшавское столичное воеводство, Польская Народная Республика) — польский радиодиктор, композитор, режиссёр, пианист, певец, актёр, акустический инженер. Работал в сферах театра, кино и кабаре.

## Биография

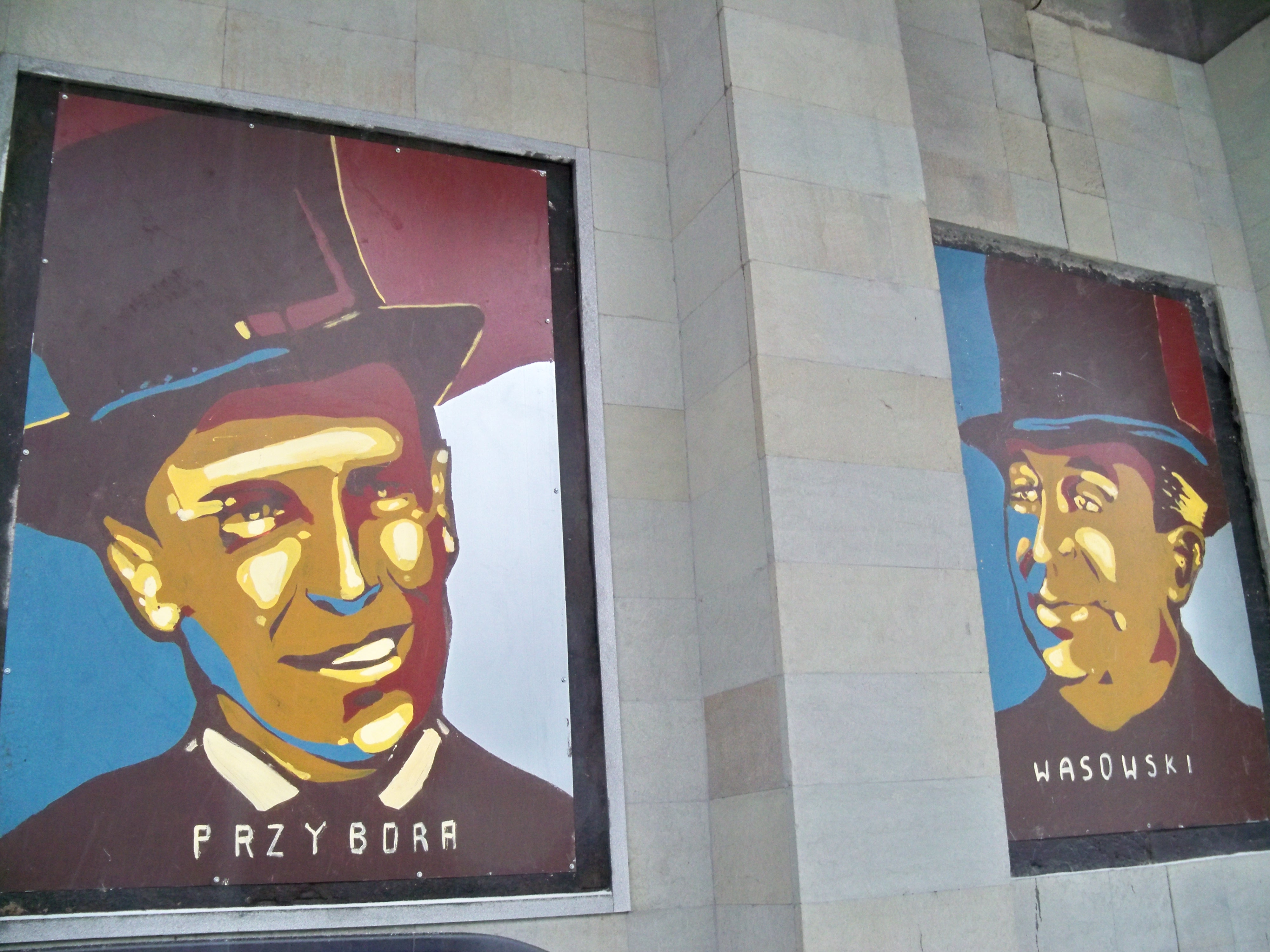
Ереми Пшибора и Ежи Васовский. Портреты в галерее деятелей культуры в Варшаве.

### Детство
Ежи Васовский — сын поляка с еврейскими корнями Юзефа Васовского (1885—1947), журналиста и преподавателя. С 5 лет Ежи начал увлекаться игрой на фортепиано. Учился в музыкальной школе.

### Юность
Ежи учился на факультете электромеханики в Варшавском политехническом университете. В 1938 году начал работать на Польском радио, в довоенный период работал инженером в отделах звукозаписи и радиопередачи. В то время Ежи стал сотрудничать с Ереми Пшиборой, который работал комментатором на радио.

### Деятельность во время войны
В сентябре 1939 года 26-летний Васовский запустил сигнал повреждённого радиопередатчика «Warszawa II», что позволило информировать жителей страны во время нападения немецких войск. Во время оккупации Польши Ежи начал сочинять первые песни и ставить ревю. В то же время занимался преподаванием музыки и рисования, которое он очень любил. Занимался театральной деятельностью, при которой познакомился с актрисой Марией Добжиньской, ставшей позже женой Васовского. В эти тяжёлые годы Васовский работал преподавателем, обучал будущих звукорежиссёров.

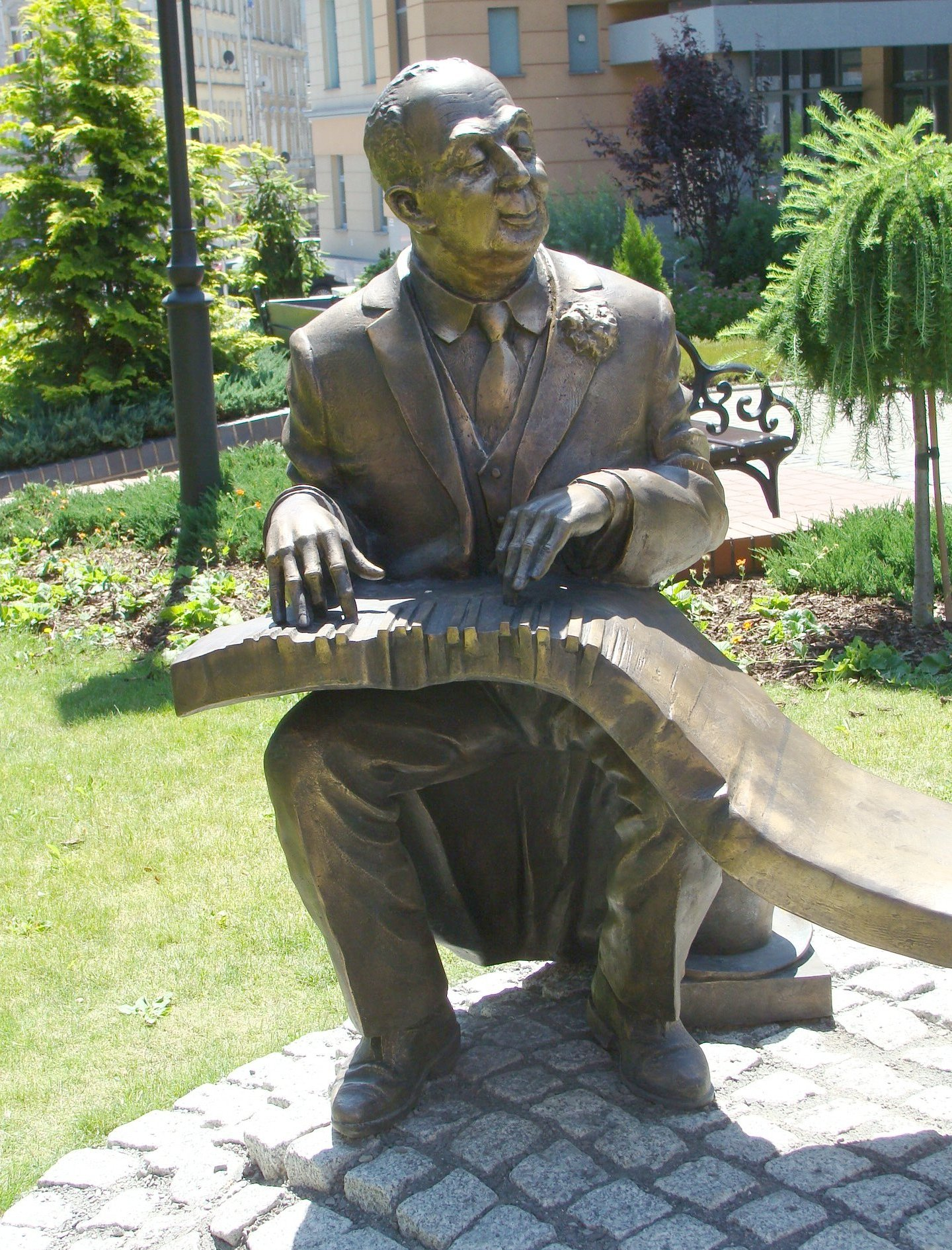
Ежи Васовский. Часть памятника на холме в Ополе.

### Послевоенная карьера
Актёрскую карьеру Ежи начал с немого кино. Проявлял себя в организации Городские драматические театры. В 1948 году Ереми Пшибора и Ежи Васовский основали сатирический радиопроект «Эте́рек», просуществовавший до 1956 года. Не имея достаточного музыкального образования, Васовский изучал творческие издания Николая Римского-Корсакова и Казимежа Сикорского. В 1964 году был принят в организацию Союз польских композиторов, участником которой он был ещё семь лет. Васовский Принимал участие на международных фестивалях в Ополе и Сопоте. Сотрудничал с поэтессой Агнешкой Осецкой. Васовский работал в Малом театре (пол. Teatr Mały) и Повшехном театре (пол. Teatr Powszechny) в Варшаве.
Огромную популярность и государственное признание Васовский и Пшибора получили после создания программы «Кабаре джентльменов в возрасте» (или «Кабаре пожилых господ») (1958—1966). Для неё Ежи Васовский написал десятки песен, исполненные Ереми Пшиборой, Веславом Михниковским, Мечиславом Чеховичем, Калиной Ендрусик и другими артистами. Проект «Кабаре джентльменов в возрасте» получил несколько наград.

## Творчество, увлечения и семья

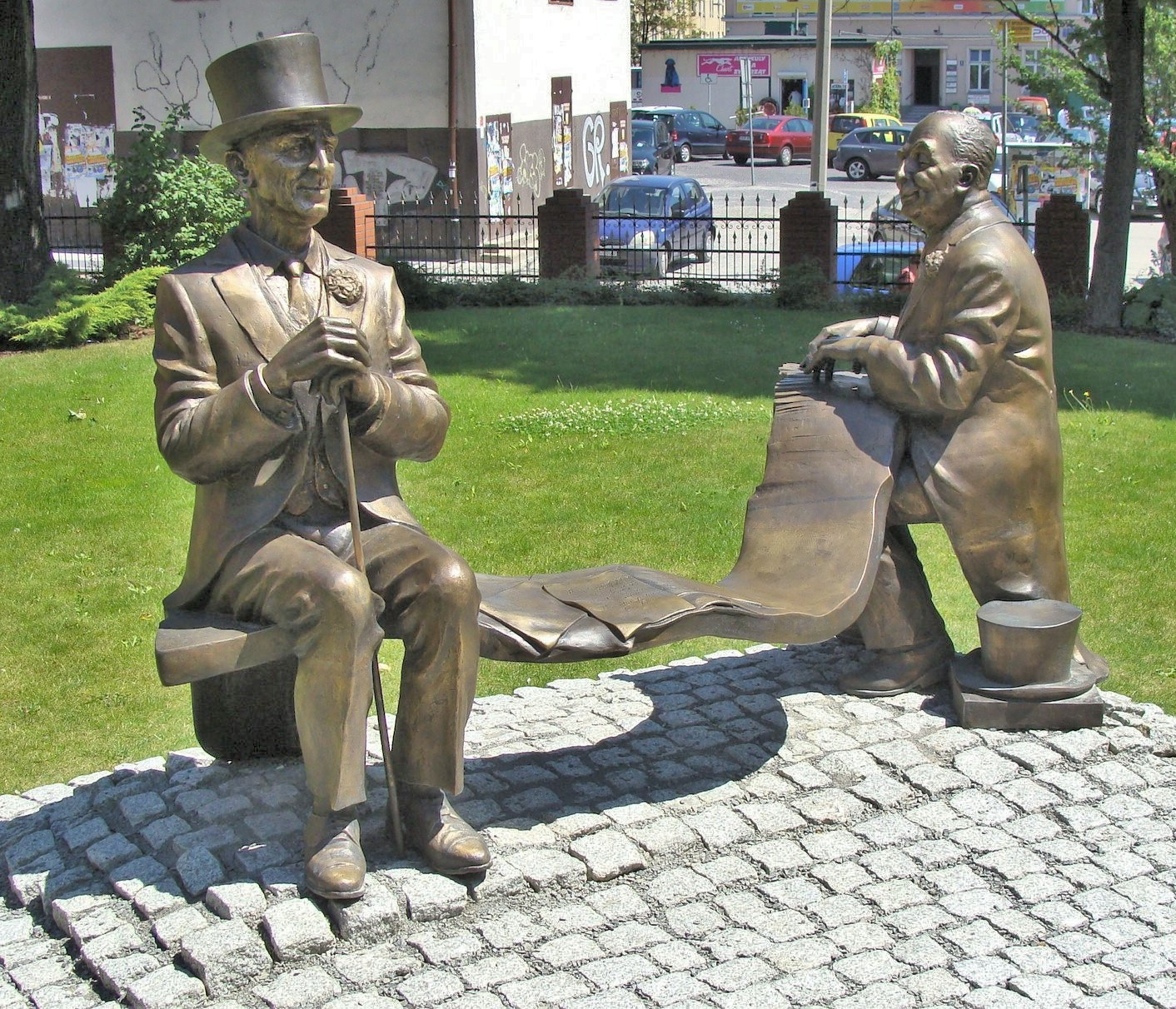
«Джентльмены в возрасте». Памятник в Ополе

Ежи Васовский сочинил в общей сложности около 700 песен, примерно 100 из них детские. Приблизительно 150 песен были придуманы для театральных постановок, телевизионных программ, мультфильмов и художественных фильмов.
Музыка, исполнявшаяся Ежи Васовским, имела прямое отношение к джазу. Кроме музыки Васовский увлекался одним из разделов алгебры — теорией групп. Сын Ежи Васовского — польский сатирик и актёр Гжегож Васовский.

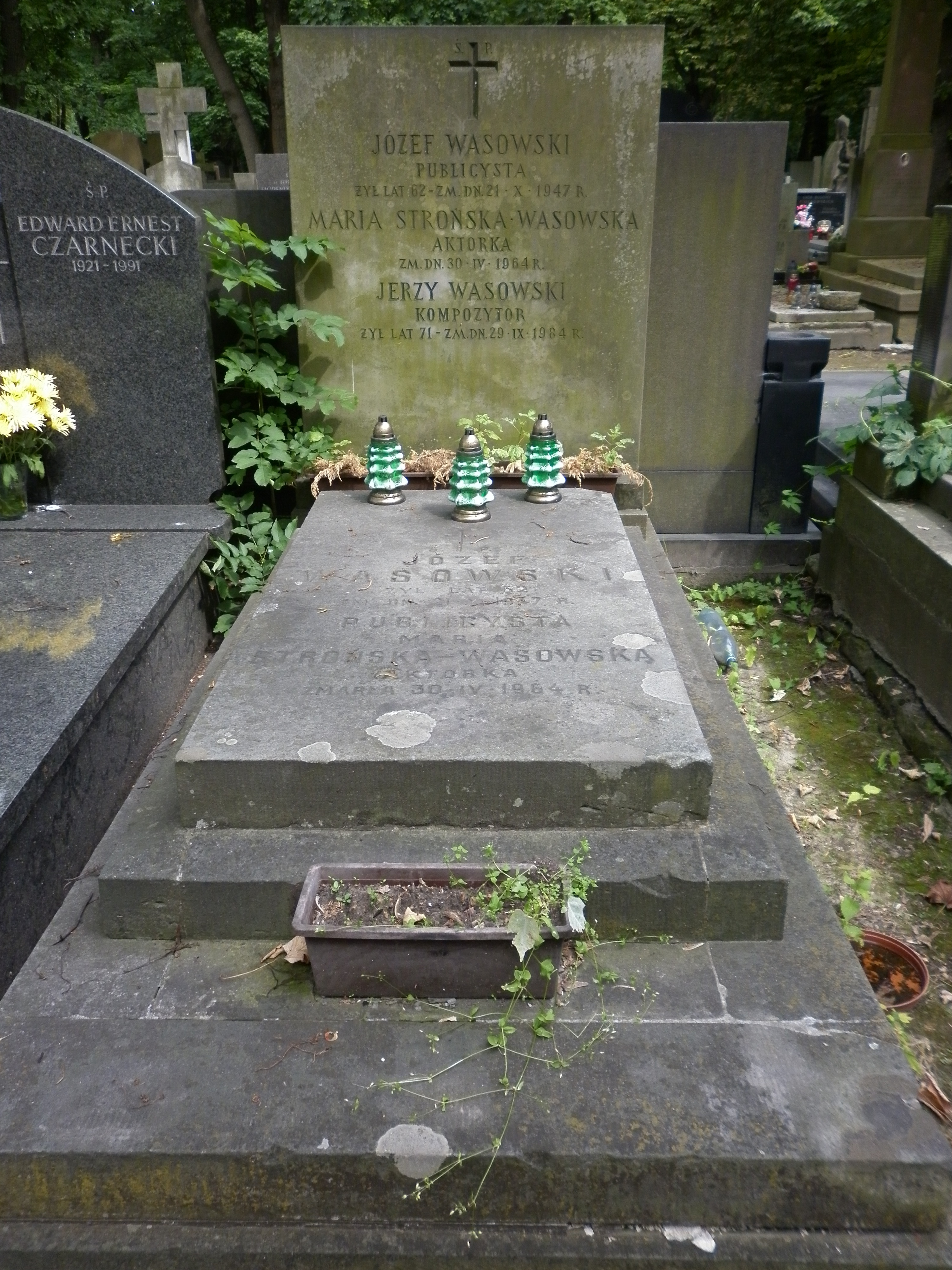
Место захоронения семьи Васовских.

## Смерть
Умер 29 сентября 1984 года в Варшаве. Похоронен на кладбище Старые Повонзки.

## Театральная деятельнось

### Актёр
- 1945: Obcym wstęp wzbroniony
- 1946: Wróg ludu (Враг народа) по (Генрику Ибсену) — Хаустад, редактор
- 1946: Wesele (Свадьба) по Станиславу Выспяньскому — чёрный рыцарь
- 1947: Dwa teatry (Два театра) по Ежи Шанявскому — автор
- 1947: Pygmalion (Пигмалион) по Бернарду Шоу — полковник Пикеринг
- 1947: Nie igra się z miłością (Не играй с любовью) по Альфреду де Мюссе — барон
- 1948: Żeglarz (Матрос) по Ежи Шанявскому — Ян

### Композитор
- 1945: Macierzyństwo Panny Jadzi (Материнство панны Ядзи)
- 1945: Obcym wstęp wzbroniony
- 1947: Dwa teatry (Два театра) по Ежи Шанявскому
- 1947: Przyjaciel przyjdzie wieczorem (Друг придёт вечером)
- 1947: Szklana menażeria (Стеклянный зверинец) по Теннесси Уильямсу
- 1947: Ożenek (Женитьба) по Николаю Гоголю
- 1947: Nie igra się z miłością (Не играй с любовью) по Альфреду де Мюссе
- 1948: Szczęśliwe dni (Счастливые дни)
- 1949: Rycerz Samochwał (Рыцарь-хвастун)
- 1951—1954, 1966 (каждый год под разным руководством соответственно): Osiem lalek i jeden miś (Восемь кукол и один мишка)
- 1954: Nareszcie otwarcie (Наконец открытие)
- 1954: O tym jak krawiec pan Niteczka został królem (О том, как портной пан Нитечка стал королём) по Корнелю Макушинскому
- 1955: Romantyczni (Романтический)
- 1955—1956: Studencka miłość (Студенческая любовь)
- 1956, 1960—1961, 1977: Podróż poślubna (Медовый месяц)
- 1956: We dwoje (Вдвоём)
- 1956, 1996: O Jaśku złotniku i o pięknej Burmistrzance
- 1969—1971, 1974, 1975: Ballada o tamtych dniach (Баллада о тех днях)
- 1971, 1974: Rachunek nieprawdopodobieństwa (Законопроект невероятности)
- 1775: Nikt mnie nie zna (Никто меня не знает) по Александру Фредро
- 1975: Pan Benet (Г-н Бенет)
- 1975: Świeczka zgasła (Свеча погасла)
- 1977: Wesele Fonsia (Свадьба Фонси)
- 1977: Sarmatyzm
- 1977: Damy i huzary
- 1978: Co słychać? Kabaretowy wieczór współczesnych autorów radzieckich (Что случилось? Вечер современных советских авторов кабаре)
- 1979: Pamiętnik Pani Hanki (Дневник пани Ханки)
- 1989: Zimy żal (Зимняя печаль) по Ереми Пшиборе
- 1992: Psia ballada (Баллада собаки)
- 1992: Nie bójmy się uczuć (Не боимся чувств) по Ереми Пшиборе
- 1993: Jak zatrzymać chwilę tę (Как остановить этот момент) по Ереми Пшиборе
- 1995: Piąty pokój czyli tęsknota do dobrych obyczajów (Пятая комната, которая жаждет порядочности) по Ереми Пшиборе
- 1995: Bajki pana Perrault (Сказки г-на Перро)
- 1996: Uśmiechnij się Polaku по Ереми Пшиборе
- 1996: Młynarski 97
- 1998: Śpiąca Królewna (Спящая красавица)
- 2002: Samotny Wieczór czyli Herbatka przy ognisku (Одинокий вечер или чай у костра)[7]
- 2002: Niespodziewany koniec lata (Неожиданный конец лета) по Ереми Пшиборе
- 2003: Historia prosta, czyli piosenki z Kabaretu… (История простая, или песни из Кабаре…) по Ереми Пшиборе
- 2004—2007: Piosenka jest dobra na wszystko (Песенка хороша на всё) по Ереми Пшиборе
- 2007—2008: Stacyjka Zdrój по Ереми Пшиборе
- 2007: No, i jak tu nie jechać… czyli powrót Starszych Panów (Ну, и как тут не ехать… или возвращение Джентльменов в возрасте) по Ереми Пшиборе
- 2008: S.O.S. ginącej miłości по Ереми Пшиборе
- 2008: Starsi Panowie Dwaj. Wespół w zespół (Двое Джентльменов в возрасте. Вместе в группе) по Ереми Пшиборе
- 2009: Do ciebie szłam… z Kabaretu Starszych Panów (Я шла к тебе… из «Кабаре джентльменов в возрасте») по Ереми Пшиборе
- 2011: Starsi Panowie Dwaj. Mambo Spinoza (Двое Джентльменов в возрасте. Мамбо Спиноза) по Ереми Пшиборе
- 2012: Smuteczek, czyli ostatni naiwni по Ереми Пшиборе
- 2013: Śpiewnik Pana W. (Песенник пана В.) по Ереми Пшиборе
- 2013: Miasteczko Harmider
- и др. постановки[2].

## Фильмография

### Актёр
| Год  |   | Русское название      | Оригинальное название | Роль                  |
| ---- | - | --------------------- | --------------------- | --------------------- |
| 1950 | ф | Робинзон варшавский   | Robinson warszawski   | немецкий офицер       |
| 1954 | ф | Атлантическая повесть | Opowieść atlantycka   | рассказчик            |
| 1957 | ф | Сопот 1957            | Sopot 1957            |                       |
| 1964 | ф | Зной                  | Upał                  | джентльмен в возрасте |
| 1966 | ф | Боксер                | Bokser                | Вария                 |
| 1967 | ф | Щелкунчик             | Dziadek do orzechów   | адвокат               |
| 1967 | ф | Я выиграл!            | Ja gorę!              | епископ               |

### Композитор
| Год  | Название                   |
| ---- | -------------------------- |
| 1951 | Opowiedział dzięcioł sowie |
| 1959 | Кафе «Минога»              |
| 1964 | Зной                       |

## Музыкальный альбом
| Wasowski odnaleziony: Ktoś zbudził mnie (2013) |
| --- |
| 1. Ktoś zbudził mnie (Jerzy Wasowski — Ryszard Marek Groński, Antoni Marianowicz) 2. A Lot Of Money (Jerzy Wasowski — Antoni Marianowicz) 3. To ona (Jerzy Wasowski — Ryszard Marek Groński, Antoni Marianowicz) 4. Lubmy się (Jerzy Wasowski — Anna Borowa) 5. Trzy pejzaże ze snu (Jerzy Wasowski — Anna Borowa) 6. Chcemy być oszukiwani (Jerzy Wasowski — Ryszard Marek Groński, Antoni Marianowicz) 7. Polityka i moralność (Jerzy Wasowski — Ryszard Marek Groński, Antoni Marianowicz) 8. Czy on śpi z nią (Jerzy Wasowski — Antoni Marianowicz) 9. Fortuna kołem się toczy (Jerzy Wasowski — Ryszard Marek Groński, Antoni Marianowicz) 10. Śmierć ptaka (Jerzy Wasowski — Jeremi Przybora) 11. Jak w teatrze (Jerzy Wasowski — Antoni Marianowicz) 12. Lubię być szczęśliwa (Jerzy Wasowski — Antoni Marianowicz) 13. Zenobia (Jerzy Wasowski — Antoni Marianowicz) 14. Dyplomata (Jerzy Wasowski — Antoni Marianowicz) 15. Mnie za to płacą (Jerzy Wasowski — Antoni Marianowicz) 16. Freuda teoria — znów (Jerzy Wasowski — Anna Borowa) 17. Widmo komercjalizmu (Jerzy Wasowski — Anna Borowa) |

## Избранные песни
- 1958: Herbatka (с Ереми Пшиборой)
- 1959: Ubóstwiam drakę! (с Барбарой Краффтувной, Ереми Пшиборой)
- 1960: Nie odchodź! (исп.: Калина Ендрусик)
- 1960: Addio, pomidory! (с Ереми Пшиборой, исп.: Веслав Михниковский)
- 1961: Piosenka jest dobra na wszystko (с Ереми Пшиборой)[10]
- 1962: Bo we mnie jest sex (исп.: Веслав Михниковский)
- 1962: Do ciebie szłam (исп.: Калина Ендрусик)
- 1962: Pani Monika (исп.: Мечислав Чехович)
- 1962:  Jeżeli kochać to nie indywidualnie (исп.: Веслав Михниковский)
- 1963: Na ryby (с Ереми Пшиборой)
- 1964: Bez ciebie (исп.: Веслав Михниковский)
- 1965: Tanie dranie (исп.: Веслав Михниковский, Мечислав Чехович)[11]

## Память

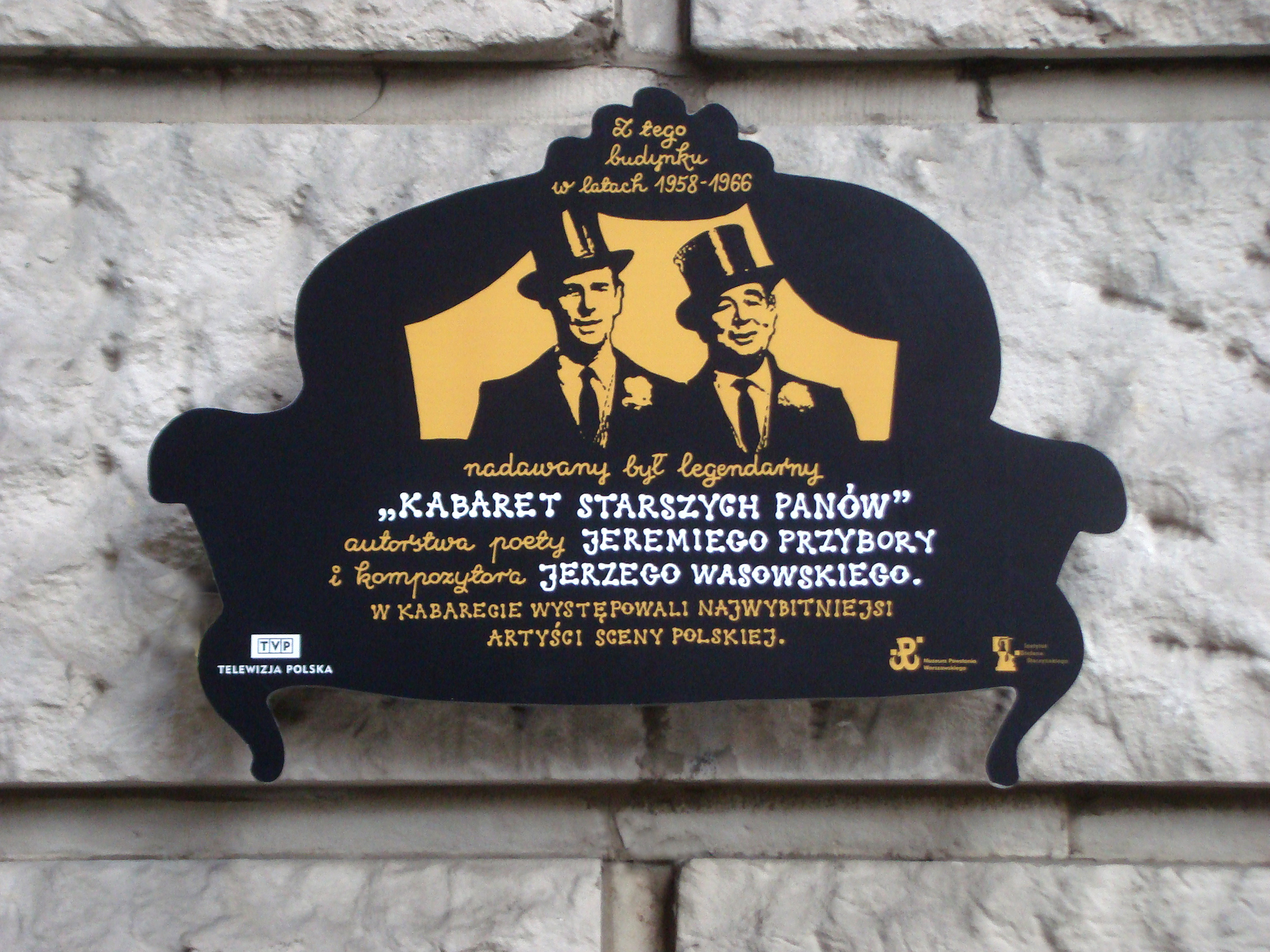
«Джентльмены в возрасте». Мемориальная доска на ул. Ясной в Варшаве.

8 декабря 2011 года Национальный банк Польши ввёл в денежное обращение монеты из сплавов Нордик Голд и серебра в память об артистах Ежи Васовском и Ереми Пшиборе.
31 мая 2016 года Польское радио почтило память Ежи Васовского. Во время церемонии была открыта мемориальная доска.

## Награды
- 1958: Премия радио и телевидения за исполнение песни «Czy to szczotka, czy to jeż».
- 1961: Премия за первое место за исполнение на Международном фестивале в Сопоте.
- 1962: Премия за первое место за исполнение на Международном фестивале в Сопоте.
- 1963: Премия за первое место за исполнение на Международном фестивале в Сопоте.
- 1964: Премия «Золотой Экран» (Варшава), как один из самых выдающих личностей польского телевидения.
- 1964: Награда «Серебряная маска» (Варшава) в публикации «Вечернего экспресса», как один из самых популярных актёров телевидения.
- 1967: Премия «Журналисты» (пол. Dziennikarzy) за исполнение песни «W co się bawić» на Международном фестивале в Ополе.
- 1968: Премия за первое место за исполнение на Международном фестивале в Сопоте.
- 1968: Премия за первое место за исполнение на 6-м Международном фестивале в Ополе.
- 1992: Награда «Супер Виктор» (Варшава) посмертно.
- 1999: Лучший телеведущий (наряду с Ереми Пшиборой) по опросу в журнале «Polityka» (Варшава)[2][14].